# 2013년 스코샤해 지진
2013년 스코샤해 지진은 2013년 11월 17일 남극 스코샤해 해역에서 일어난 지진이다. 지진의 진앙은 남극과 남아메리카 사이에 있는 스코샤해 해역으로 사우스오크니 제도에서 약 30 km 떨어져 있는 지점이다. 지진의 규모는 모멘트 규모 Mw 7.7, 표면파 규모 Ms 7.8이며 수정 메르칼리 진도 계급 기준 최대진도 VIII를 관측했다. 지진이 일어나기 하루 전인 11월 16일에는 규모 M6.9의 전진이 일어났었다.

## 전개

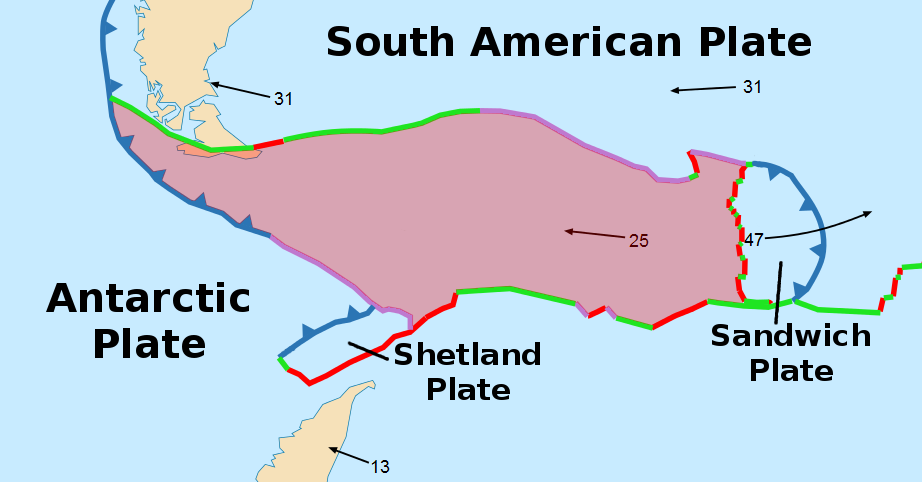
스코샤판의 모습.

지진이 일어난 곳은 스코샤판이 있는 곳으로, 스코샤판은 신생대 고제3기 에오세 시기에 형성된 남대서양의 판이다. 스코샤판을 둘러싼 두 개의 판인 남아메리카판과 남극판의 이동에 따라 같이 크게 움직인다. 진원 인근에서 남극판은 스코샤판을 기준으로 연간 6 mm씩 동쪽으로 이동하고 있다. 미국 지질조사국에 따르면 2013년 지진의 진원지는 동서방향 수평면 위에 있는 좌향 주향이동단층 또는 남북방향 수평면 위에 있는 우향 활단층에서 일어났다. 지진의 진원지가 남극판과 스코샤판 사이의 동서 경계에 있어 이전에 일어났던 지진과 같이 볼 때 좌향 주향이동단층 지진일 가능성이 높다. 이 지진으로 미끄러진 단층의 영역은 길이 약 160 km, 폭 약 20 km로 분석되었다.
사우스오크니 제도는 판이 만나는 경계 지역에 있어 지진이 자주 발생한다. 하지만 스코샤해에서 일어난 대부분의 지진은 2013년 지진의 진원지에서 동쪽으로 떨어진 사우스샌드위치 제도 인근에 판이 급격한 각도로 섭입하는 지역에서 일어났다.
본진 하루 전인 11월 16일 스코샤해에서 규모 Mw 6.9의 전진이 발생했다.

## 전진과 여진
본진 이전과 이후 발생한 전진, 여진의 목록은 다음과 같다. 아래 목록은 규모 M5.5 이상인 경우에만 표기하였다.
| 발생일시 (UTC)           | 좌표                                                          | 진원 깊이 | 모멘트 규모 Mw | 최대 진도 |
| ------------------------ | ------------------------------------------------------------- | --------- | -------------- | --------- |
| 11월 13일 23시 45분 47초 | 남위 60° 16′ 52″ 서경 47° 07′ 23″ / 남위 60.281° 서경 47.123° | 11.1 km   | 6.1            | IV        |
| 11월 16일 3시 34분 31초  | 남위 60° 15′ 47″ 서경 47° 03′ 43″ / 남위 60.263° 서경 47.062° | 10.0 km   | 6.9            | V         |
| 11월 16일 9시 35분 46초  | 남위 60° 17′ 38″ 서경 46° 25′ 37″ / 남위 60.294° 서경 46.427° | 10.0 km   | 5.5            | IV        |
| 11월 16일 15시 0분 12초  | 남위 60° 20′ 49″ 서경 46° 22′ 08″ / 남위 60.347° 서경 46.369° | 10.0 km   | 5.5            | IV        |
| 11월 17일 9시 4분 55초   | 남위 60° 16′ 26″ 서경 46° 24′ 04″ / 남위 60.274° 서경 46.401° | 10.0 km   | 7.7            | VIII      |
| 11월 17일 9시 11분 1초   | 남위 60° 28′ 41″ 서경 45° 12′ 40″ / 남위 60.478° 서경 45.211° | 15.6 km   | 5.8            | V         |
| 11월 17일 12시 11분 36초 | 남위 60° 31′ 34″ 서경 44° 23′ 02″ / 남위 60.526° 서경 44.384° | 10.0 km   | 5.7            | V         |

## 같이 보기
- 스코샤판